# Mæhriske Thaya
The Mæhriske Thaya (tjekkisk: Moravská Dyje , tysk: Mährische Thaya) er en flod der løber i Tjekkiet og i Østrig, og en 73 km lang venstre biflod til Thaya. Dens afvandingsområde er 642 km2.
Mæhriske Thaya har sit udspring omkring 4 km sydøst for Třešť nær landsbyen Stajiště. Derfra løber den sydpå gennem eller nær samfundene Bezděkov, Panenská Rozsíčka, Urbanov, Žatec, Dyjice, Radkov, Slaviboř og Černíč i regionen Vysočina. Længere mod syd passerer den de sydbøhmiske bosættelser Velký Pěčín, Dačice, Toužín , Hradišťko , Vnorovice, Staré Hobzí, Janov, Nové Hobzí, Modletice, Nové Sady, og Písečné før den krydser grænsen til Østrig.
I Østrig løber den sammen med Tyske Thaya ved byen Raabs an der Thaya. Derfra flyder den forenede Thaya-flod generelt mod øst og kommer igen ind i Tjekkiet og løber sammen med Morava ved byen Hohenau an der March ved trelandsgrænsen Østrig, Slovakiet og Tjekkiet.